# Жамбылский сельский округ (Карасуский район)
Жамбылский  сельский округ — административно-территориальное образование в Карасуском районе Костанайской области.

## Населённые пункты
В состав Жамбылского сельского округа входит 2 села: Жамбыл, Западное (до 2013 года).
Аким округа – Борпулова Балтуган Бейсеновна